# 1985-ös magyar vívóbajnokság
Az 1985-ös magyar vívóbajnokság a nyolcvanadik magyar bajnokság volt. A férfi tőrbajnokságot május 19-én rendezték meg, a párbajtőrbajnokságot május 16-án, a kardbajnokságot május 18-án, a női tőrbajnokságot pedig május 17-én, mindet Budapesten, a Nemzeti Sportcsarnokban.

## Eredmények
| Versenyszám          | Arany                       | Arany | Ezüst                           | Ezüst | Bronz                          | Bronz |
| -------------------- | --------------------------- | ----- | ------------------------------- | ----- | ------------------------------ | ----- |
| Férfi tőrvívás       | Szekeres Pál Újpesti Dózsa  |       | Busa István Csepel SC           |       | Gátai Róbert MTK-VM            |       |
| Férfi párbajtőrvívás | Pásztor Szabolcs Bp. Honvéd |       | Takács Péter Csepel SC          |       | Székely Zoltán Újpesti Dózsa   |       |
| Férfi kardvívás      | Nébald György Bp. Honvéd    |       | dr. Gedővári Imre Újpesti Dózsa |       | Varga József Bp. Honvéd        |       |
| Női tőrvívás         | Jánosi Zsuzsa Bp. Honvéd    |       | Szőcs Zsuzsanna MTK-VM          |       | Stefanek Gertrúd Újpesti Dózsa |       |